# جامع نائين
يقع جامع نائين (بالفارسية: جامع نائین) في مدينة نائين، محافظة أصفهان. على الرغم من أن المسجد هو أحد أقدم المساجد في إيران، إلا أنه لا يزال قيد الاستخدام ومحمي من قبل منظمة التراث الثقافي الإيراني.

## معرض الصور

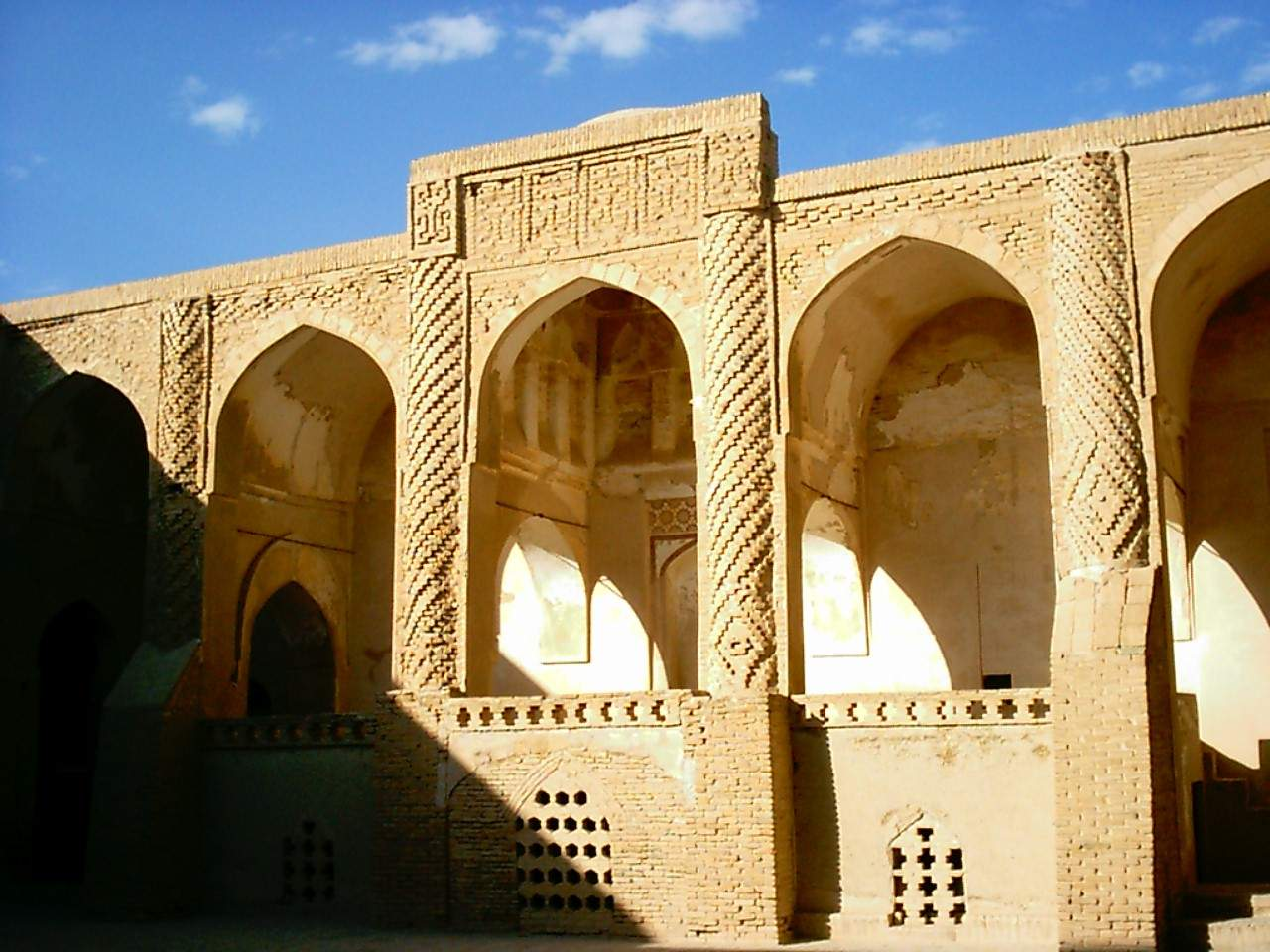
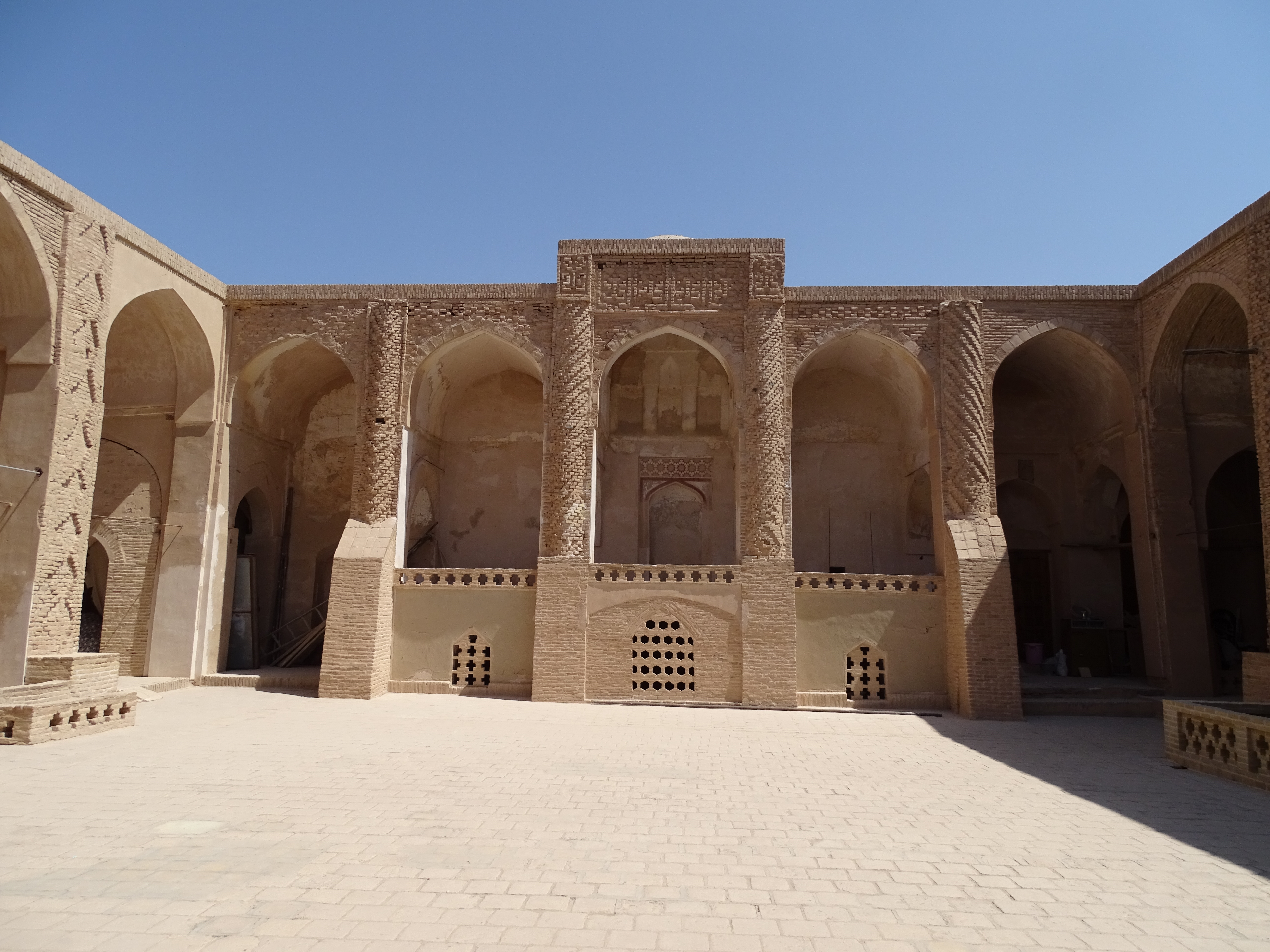
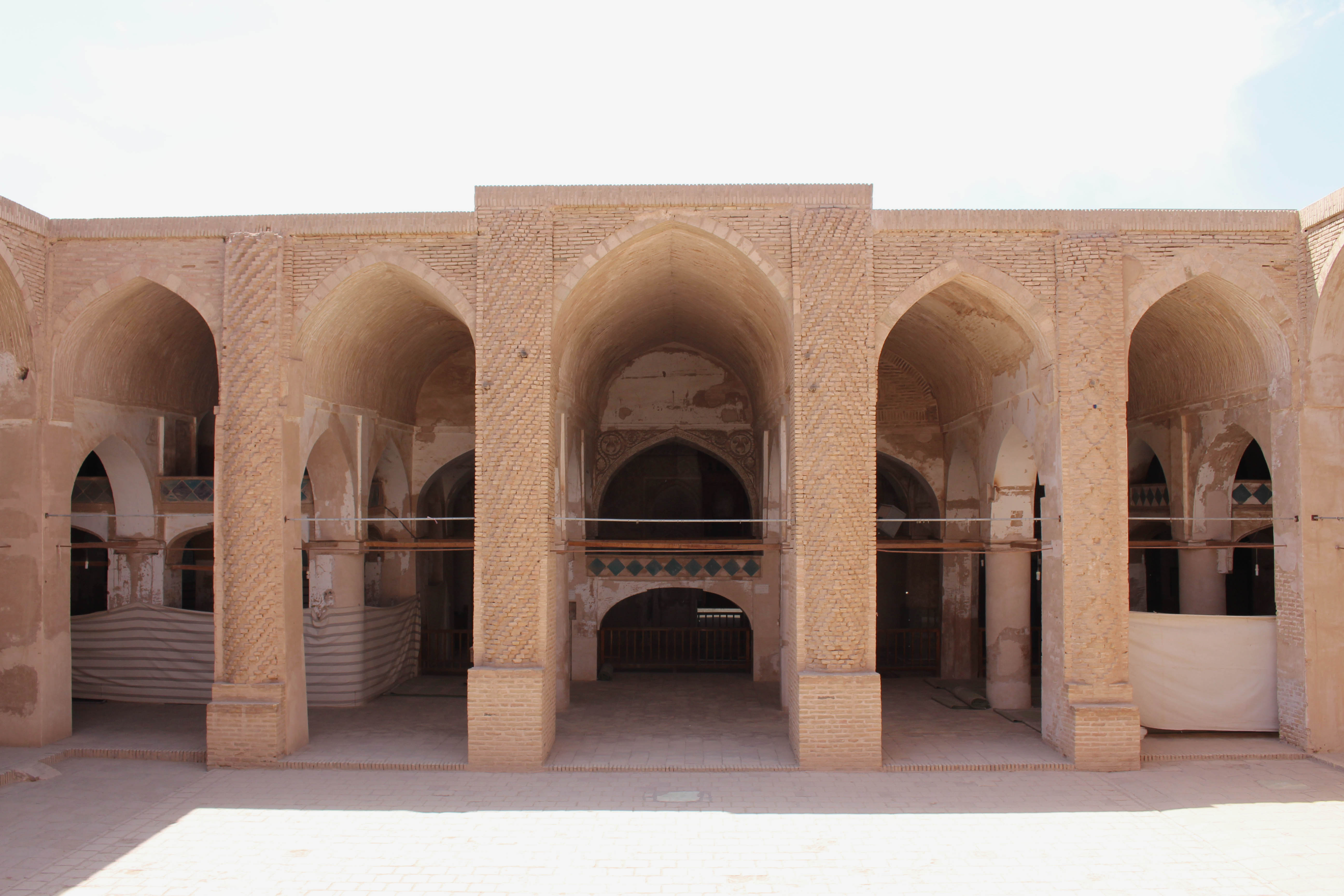
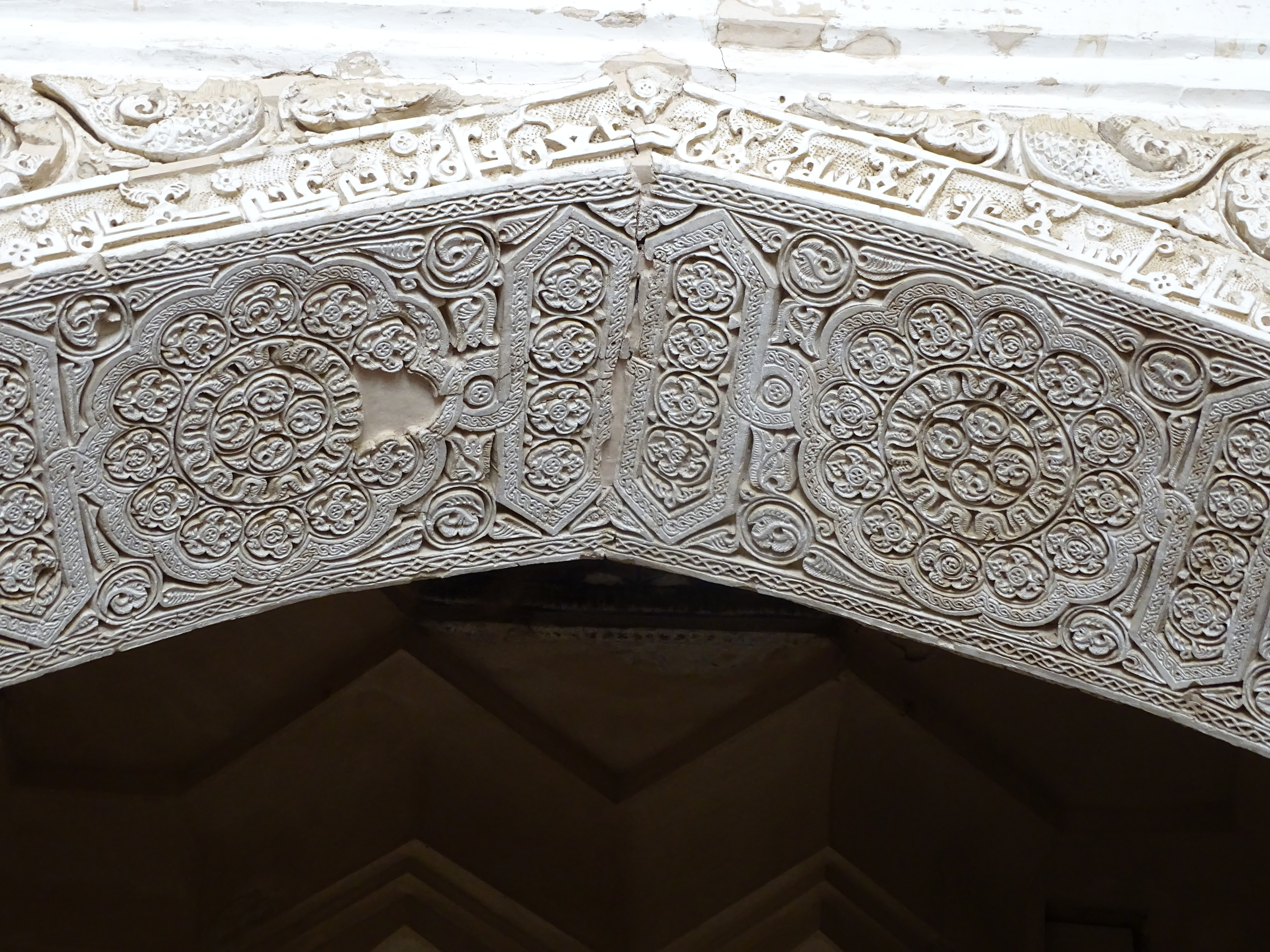
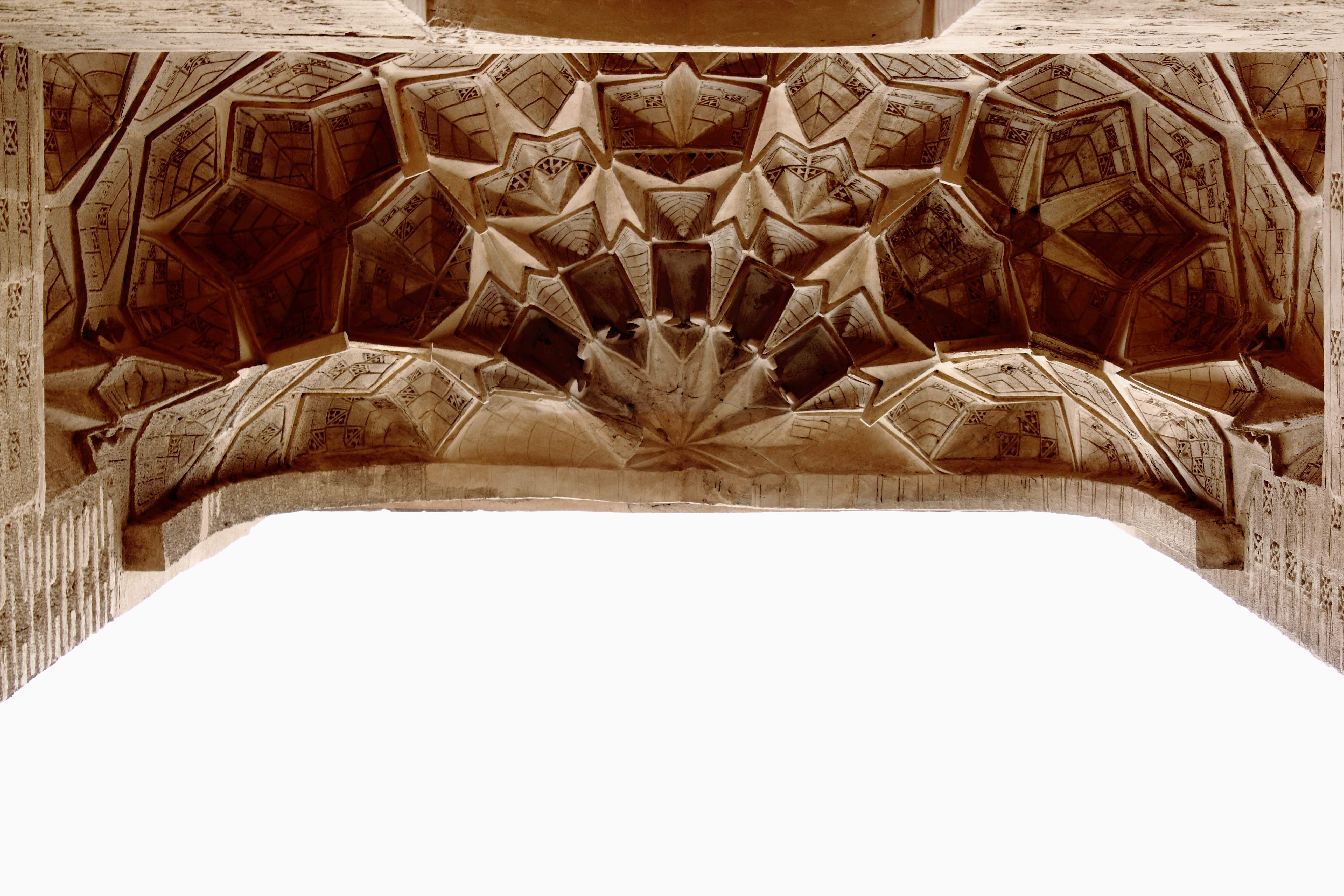
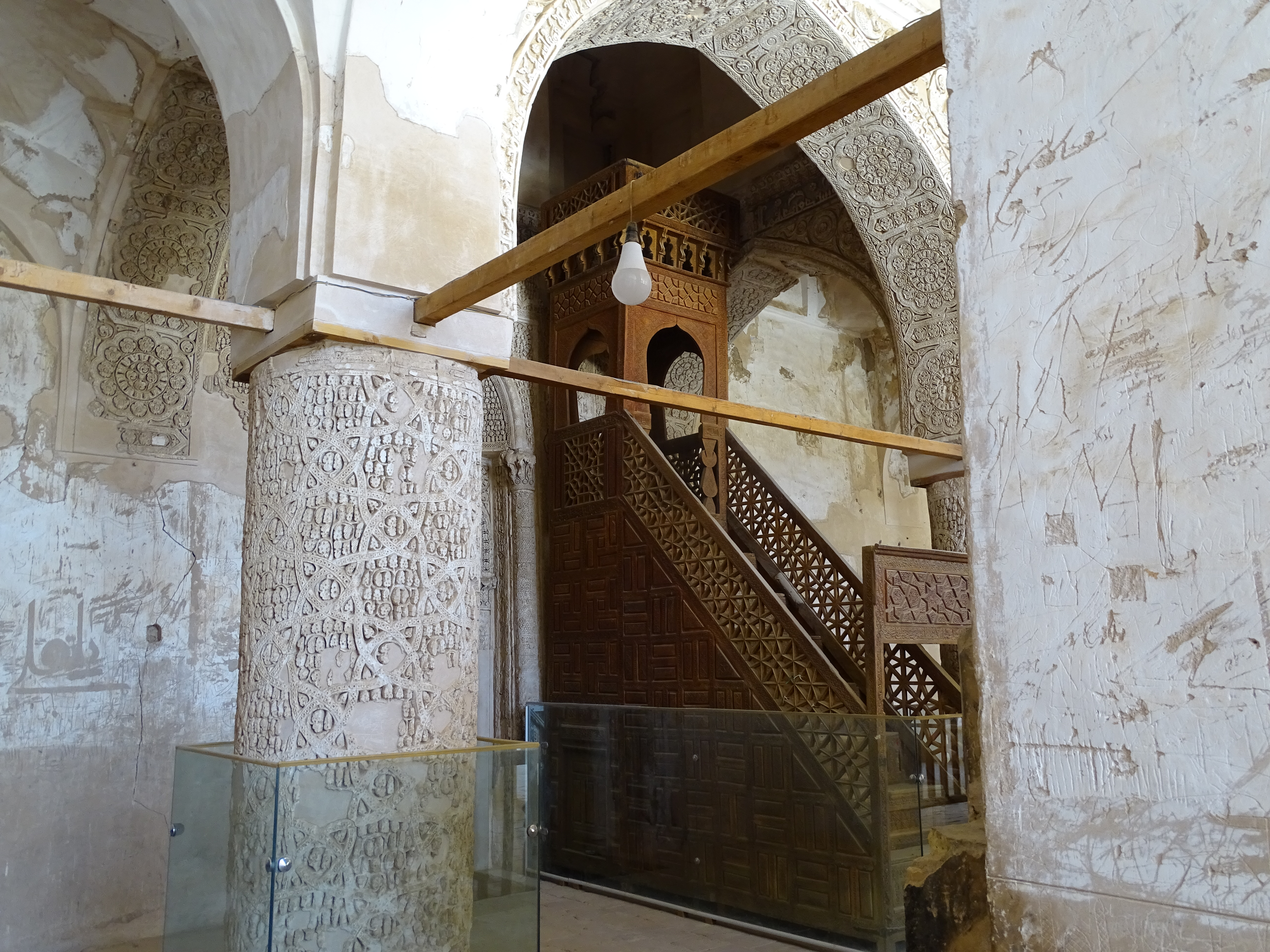
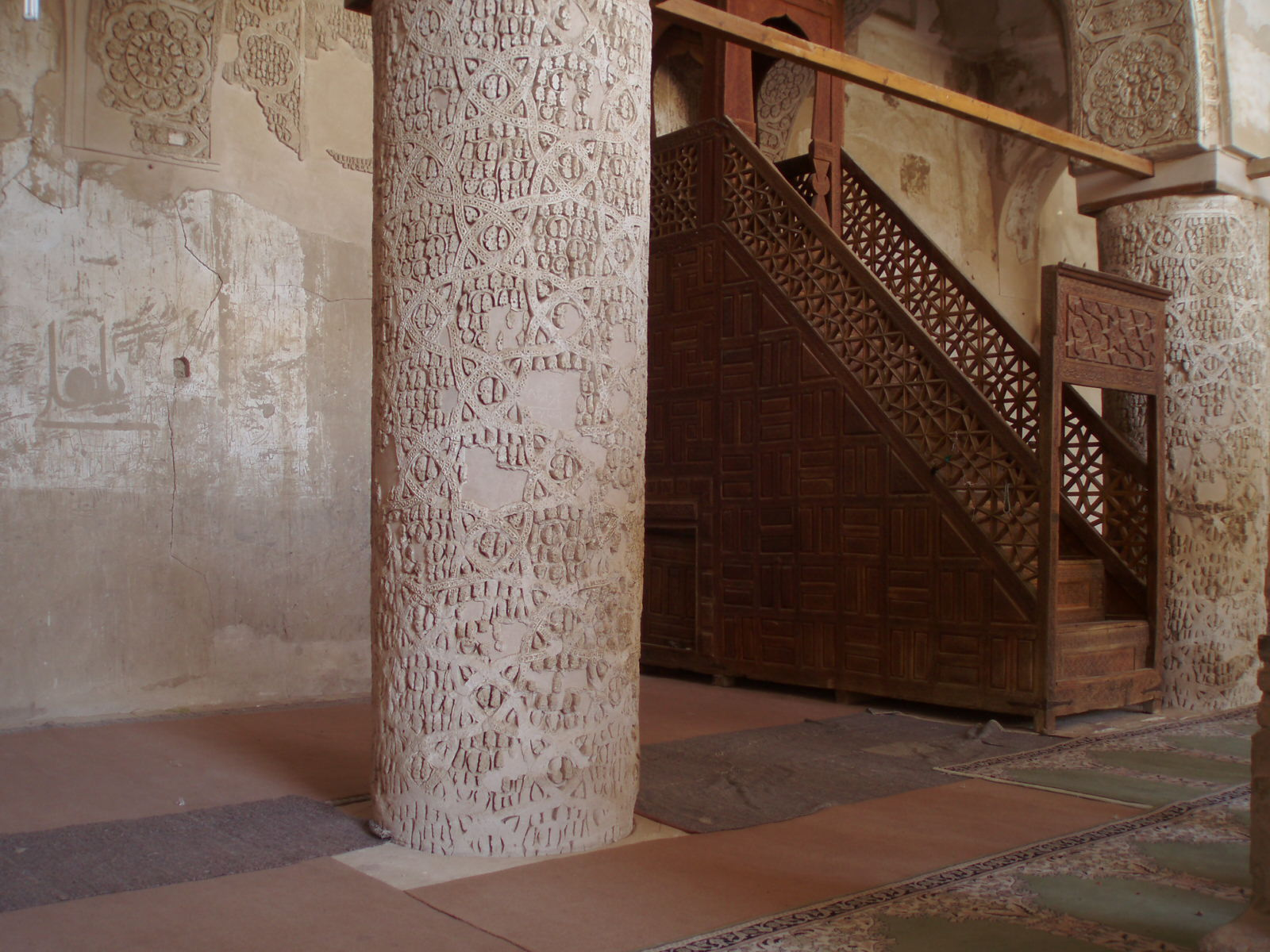